# Средњи Постолар
Средњи Постолар (грч. Μέσοι Απόστολοι, Меси Апостоли) је насељено место у општини Кукуш у периферији Средишња Македонија, Грчка. Према попису из 2021. године било је 66 становника.
Према бугарском географу и историчару, Василу Канчову, у Постолару је 1900. године живело 240 Словена хришћана и 50 Рома. До 1924. године село Постолар је било једно насеље, када су у његовој близини подигнуте две махале (Средњи и Горњи Постолар) где су насељене грчке избеглице из Кавказа. На попису из 1940. године Средњи Постолар је имао 235 становника.